# Jabłeczniki
Jabłeczniki – przysiółek, część wsi Ostrzeniewo położony w Polsce, w województwie mazowieckim, w powiecie pułtuskim, w gminie Świercze, sołectwo Ostrzeniewo.
W latach 1975–1998 miejscowość administracyjnie należała do województwa ciechanowskiego.